# Exoneura gracilis
Exoneura gracilis är en biart som beskrevs av Cockerell 1918. Exoneura gracilis ingår i släktet Exoneura och familjen långtungebin. Inga underarter finns listade i Catalogue of Life.

## Bildgalleri

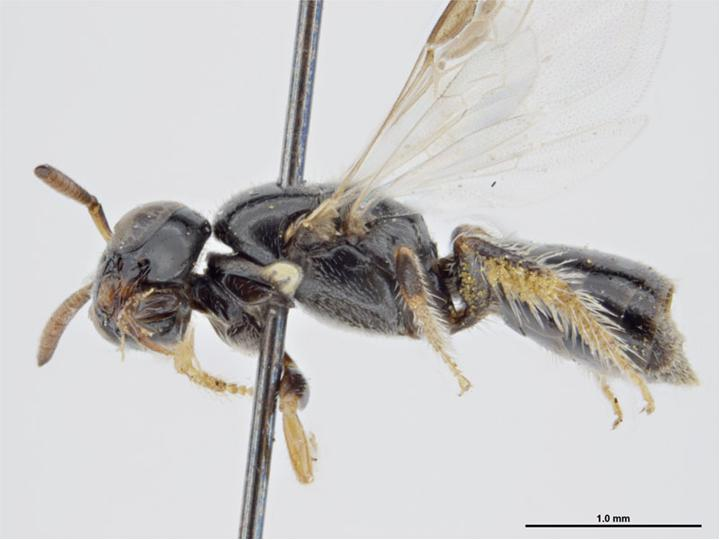
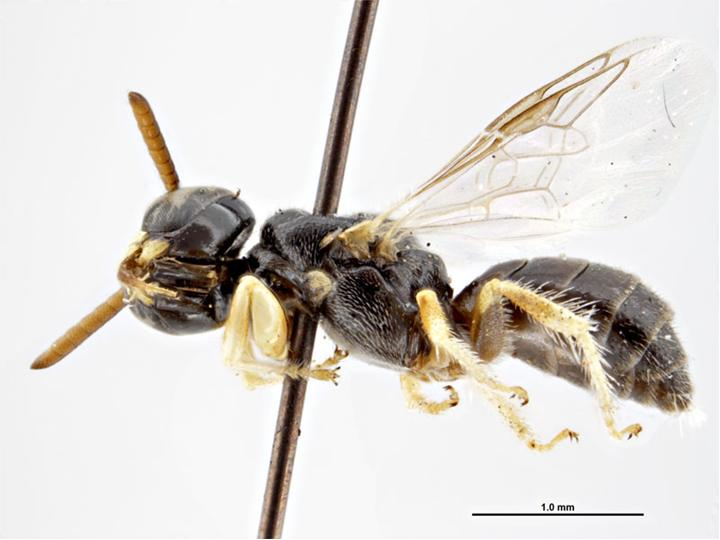